# Murcia longipilis
Murcia longipilis är en kvalsterart som beskrevs av Rainer Willmann 1951. Murcia longipilis ingår i släktet Murcia och familjen Ceratozetidae. Inga underarter finns listade i Catalogue of Life.